# LUPIN THE BEST - Rupan Sansei Chronicle - Rupan Sansei seitan 40-shūnen Special
LUPIN THE BEST - Rupan Sansei Chronicle - Rupan Sansei seitan 40-shūnen Special (ルパン・ザ・ベスト ルパン三世クロニクル・ルパン三世生誕40周年スペシャル?, RUPAN ZA BESUTO - Rupan Sansei Kuronikuru - Rupan Sansei seitan 40-shūnen Suspesharu), anche LUPIN THE BEST, è un album contenente diverse colonne sonore degli anime di Lupin III.

## Descrizione
Si tratta di una raccolta delle colonne sonore prodotte tra il 1968 e il 1989 per i vari anime dedicati a Lupin III per celebrare il 40º anniversario del personaggio.
All'interno della confezione del CD vi è un libretto con informazioni e testi sulle singole canzoni.

## Tracce

### Primo disco
1. Rupan Sansei sono 1 (TV size) – 1:15 (Charlie Kosei)
2. AFRO "LUPIN '68" (TV size) – 1:05 (Charlie Kosei)
3. Rupan Sansei sono 3 (TV size) – 1:05 (Yoshiro Hiroishi)
4. Rupan Sansei sono 2 (TV size) – 1:36 (Charlie Kosei)
5. Rupan Sansei no Theme ('78) – 3:23 (Yūji Ōno (YOU & THE EXPLOSION BAND))
6. Rupan Sansei - Ai no Theme – 2:45 (Yūji Ōno (YOU & THE EXPLOSION BAND))
7. Tommy Snyder – LOVIN' YOU (LUCKY) – 3:21 (Yūji Ōno (YOU & THE EXPLOSION BAND))
8. Sandy O'Neil – I Miss You Babe (Yes, I Do) – 4:35 (Yūji Ōno (YOU & THE EXPLOSION BAND))
9. Pete Mack Jr. – Rupan Sansei no Theme (versione vocale) – 3:21 (Yūji Ōno (YOU & THE EXPLOSION BAND))
10. Ichirō Mizuki – Rupan Sansei - Ai no Theme – 3:18 (Yūji Ōno (YOU & THE EXPLOSION BAND))
11. Rupan Sansei '79 – 3:15 (Yūji Ōno (YOU & THE EXPLOSION BAND))
12. Sandy O'Neil – Love Squall – 3:28 (Yūji Ōno (YOU & THE EXPLOSION BAND))
13. Tommy Snyder – SUPER HERO – 3:01 (Yūji Ōno (YOU & THE EXPLOSION BAND))
14. Haruo Minami – Lupin Ondo – 3:28 (Yūji Ōno (YOU & THE EXPLOSION BAND))
15. Haruo Minami – Zenigata March – 3:29 (Yūji Ōno (YOU & THE EXPLOSION BAND))

Durata totale: 42:25

### Secondo disco
1. Rupan Sansei '80 – 3:40 (Yūji Ōno (YOU & THE EXPLOSION BAND))
2. Noboru Kimura – Love Is Everything – 3:57 (Yūji Ōno (YOU & THE EXPLOSION BAND))
3. Shareta chinmoku LEAVE YOU – 4:22 (Noboru Kimura)
4. Honō no takaramono – 3:09 (Bobby)
5. Sexy Adventure – 3:17 (Yūsuke Nakamura)
6. Fairy Night – 3:47 (Sonia Rosa)
7. MANHATTAN JOKE – 3:40 (Naoko Kawai)
8. SONG OF BABYLON – 2:30 (Naoko Kawai)
9. C'est la vie to iwanaide – 4:00 (Miki Asakura)
10. Undercover Lover – 3:12 (Kazumi Miyaura)
11. THEME FROM LUPIN III '89 – 4:22 (Yūji Ōno (YOU & THE EXPLOSION BAND))
12. Eiko Masuyama – Love Squall (FUJIKO's Version) – 1:39 (Yūji Ōno (YOU & THE EXPLOSION BAND))
13. Yasuo Yamada – MEMORY OF SMILE – 3:15 (Yūji Ōno (YOU & THE EXPLOSION BAND))
14. Rupan Sansei sono 1 – 2:27 (Charlie Kosei)
15. Rupan Sansei sono 2 – 3:50 (Charlie Kosei)

Durata totale: 51:07